# الضالع (الحيمة الداخلية)

تعديل مصدري - تعديل

الضالع هي إحدى قرى عزلة بني مهلهل بمديرية الحيمة الداخلية التابعة لمحافظة صنعاء، بلغ تعداد سكانها 474 نسمة حسب تعداد اليمن لعام 2004.